# 주인영
주인영(1978년 4월 8일 ~ )은 대한민국의 배우이다. 사이코지만 괜찮아, 악마판사, 내가 가장 예뻤을 때, 세상에서 제일 예쁜 내 딸, 한 사람만 등의 드라마에 참여했다. 또, 오늘, 죽여주는 여자, 헤어질 결심 등의 영화에도 출연했다.

## 학력
- 상명대학교 연극영화과

## 생애
주인영은 결혼했으며 아들이 한 명 있다.

## 참여 작품

### 드라마
- 2018년 MBC 수목드라마 《시간》
- 2019년 KBS2 주말드라마 《세상에서 제일 예쁜 내 딸》 - 서경진 역
- 2020년 tvN 토일드라마 《사이코지만 괜찮아》 - 유선해 역
- 2020년 MBC 수목드라마 《내가 가장 예뻤을 때》 - 홍일화 역
- 2021년 tvN 토일드라마 《악마판사》
- 2021년 JTBC 월화드라마 《한 사람만》 - 차여울 역
- 2022년 JTBC 수목드라마 《그린마더스 클럽》 - 재빈의 어머니 역
- 2023년 Wavve 오리지널 드라마 《박하경 여행기》 - 진영 보살 역
- 2023년 Netflix 오리지널 드라마 《정신병동에도 아침이 와요》 - 이 간호사 역
- 2023년 쿠팡플레이 오리지널 드라마 《소년시대》 - 김미영 역
- 2024년 MBC 금토드라마 《수사반장 1958》 - 파주댁 역
- 2024년 Netflix 오리지널 드라마 《아무도 없는 숲속에서》 - 식당 주인 역
- 2024년 JTBC 토일드라마 《정숙한 세일즈》 - 철물점 주인 역
- 2025년 tvN 월화드라마 《금주를 부탁해》 - 영웅의 어머니 역
- 2025년 ENA 월화드라마 《당신의 맛》 - 건물주 역
- 2025년 Disney+ 오리지널 드라마 《나인 퍼즐》 - 요양원 실장 역
- 2025년 ENA 월화드라마 《금쪽같은 내 스타》 - 봉백자 역

### 영화
- 2011년 《오늘》
- 2016년 《죽여주는 여자》 - 이주 센터 직원 역
- 2022년 《헤어질 결심》 - 간병업체 실장 역
- 2023년 《콘크리트 유토피아》 - 김포댁 역

## 연극
- 기생비생 춘향전
- 선착장에서
- 야끼니꾸 드래곤
- 깃븐우리절믄날
- 연애시대
- 반신
- 반신
- 무리의 별
- 경숙이, 경숙아버지
- 경숙의 아버지 경숙 - 안산
- 1945
- 기적을 행하는 사람
- 경남 창녕군 길곡면
- 얼굴 도둑
- 운명
- 텍사스 이모
- 콘센트 - 동의
- 단톤의 죽음